# Worlds Collide (2025)
Worlds Collide (2025) (рус. Столкновение миров) — шоу профессионального рестлинга с лайф-стримингом и суперкардом, который проводится совместно американским промоушеном WWE и его мексиканской дочерней компанией Lucha Libre AAA Worldwide (ААА). Это будет четвертое шоу Worlds Collide под эгидой WWE, которое состоится в субботу, 7 июня 2025 года, на арене Kia-Forum в Инглвуде, Калифорния. На шоу примут участие рестлеры из брендов Raw, SmackDown и NXT, а также впервые начиная с Королевской битвы 1997 года рестлеры из мексиканского промоушена AAA приняли совместное участие в шоу, который WWE приобрели их промоушен в апреле 2025 года. Ожидается, что на шоу примут участие рестлеры из промоушена Total Nonstop Action Wrestling (TNA), который является партнером промоушенов WWE и AAA.
На шоу было проведено пять матчей. В мейн-ивенте шоу Эль Ихо дель Викинго победил Чеда Гейбла и сохранил за собой титул Мега-чемпиона AAA. В других матчах Итан Пейдж победил Джевона Эванса, Ларедо Кида и Рея Феникса в решающем четырехстороннем матче сохранив себе титул Североамериканского чемпиона NXT, а в командном матче Стефани Вакер и Лола Вайс победили Чика Торменту и Дейлис.
Worlds Collide 2025 года это первое шоу, проводимое с 2022 года, и первое шоу Worlds Collide, которое станет перекрестным промоушеном. Оно пройдет в рамках уик-энда "Money in the Bank" 2025 года, который состоится за день до этого события на арене Intuit Dome в Инглвуде, и начнется в 15:00 по североамериканскому восточному времени. Шоу также будет транслироваться бесплатно на официальном YouTube-канале WWE с английскими и испанскими комментариями.

## Производство

### Предыстория

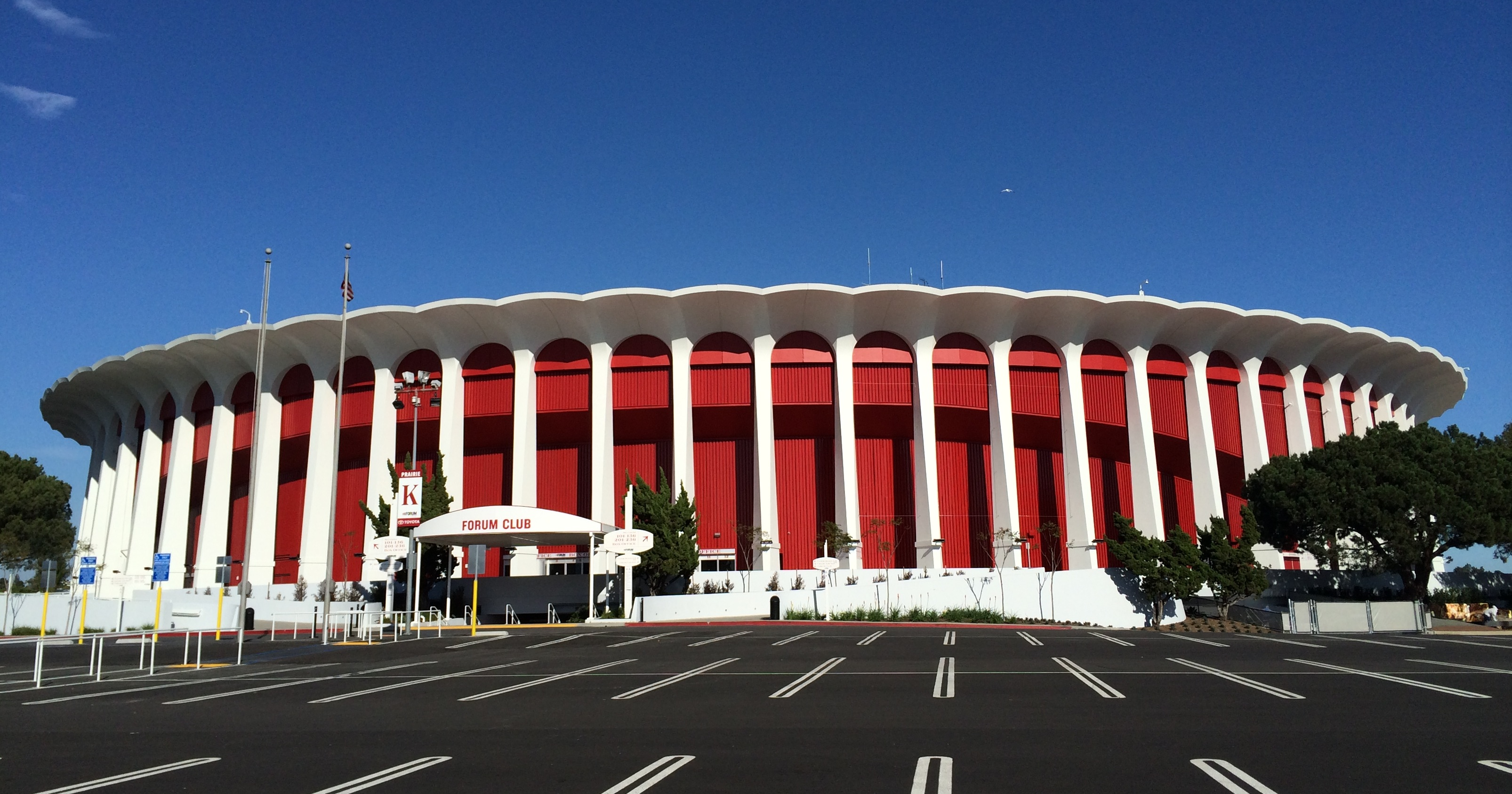
Шоу прошло на арене Kиа-Форум в Инглвуде, Калифорния.

Worlds Collide - (рус. Столкновение миров) это серия профессиональных рестлинг-шоу, которая началась еще 26 января 2019 года, когда американский промоушен WWE проводил межбрендовый турнир с участием рестлеров из NXT, а также ныне несуществующих брендов NXT UK и 205 Live. 19 апреля 2025 года сайт WWE объявил, что четвертое шоу Worlds Collide 2025 года — и первое с 2022 года — которое состоится в субботу, 7 июня 2025 года, на арене Kиа-Форум в городе Инглвуде, штат Калифорния, которое пройдет в сотрудничестве с мексиканским промоушеном Lucha Libre AAA Worldwide. (ААА). Подобное сотрудничество между двумя промоушенами состоялось на Королевской битве 1997 года. Позже в тот же день, во время субботнего шоу "Обратный отсчет до Рестлмании 41"(англ. Countdown to WrestleMania 41) , WWE объявила, что приобрела промоушен AAA.
Worlds Collide 2025 года это первое шоу, проводимое с 2022 года, и первое шоу Worlds Collide, которое станет перекрестным промоушеном. Шоу пройдет в рамках уик-энда "Money in the Bank" 2025 года, который состоится за день до этого события на арене Intuit Dome в Инглвуде, и начнется в 15:00 по североамериканскому восточному времени. Оно также будет транслироваться (кроме таких стран как Лихтенштейн, Китай и Россия) бесплатно на официальном YouTube-канале WWE с английскими и испанскими комментариями. Ожидается, что на шоу примут участие рестлеры из промоушена Total Nonstop Action Wrestling (TNA), который является партнером промоушенов WWE и AAA.

## Результаты матчей
| №                               | Результаты | Условия                                                         | Время |
| ------------------------------- | --- | --------------------------------------------------------------- | ----- |
| 1                               | Октагон-младший, Аэро Стар и Мистер Игуана победили "Латиноамериканский мировой порядок" (Дракон Ли и Круз Дель Торо) и "Лайна Дорада" | Командный матч из 6 человек                                     | 14:10 |
| 2                               | Стефани Вакер и Лола Вайс победили Чик Торменту и Дейлис                                                                               | Командный матч                                                  | 9:35  |
| 3                               | Легадо Дель Фантасма (Сантос Эскобар,Энджел и Берто) победили Эль Ихо де Доктора Вагнера-младшего, Пагано и Психо клоуна               | Командный матч из 6 человек                                     | 15:00 |
| 4                               | Итан Пейдж (ч) победил Джевона Эванса, Ларедо Кида и Рея Феникса                                                                       | Четырехсторонний матч за титул Североамериканского чемпиона NXT | 14:55 |
| 5                               | Эль Ихо дель Викинго (ч) победил Чеда Гейбла                                                                                           | Титульный матч за Мега-чемпионство AAA                          | 22:00 |
| - (ч) – чемпион на начало матча | |                                                                 |       |

## Экранный персонал шоу
- Английские комментаторы
  - Кори Грейвс
  - Коннан
- Испанские комментаторы
  - Марсело Родригес
  - Хосе Мануэль Гильен
  - Роберто Фигероа
- Ринг-анонсер
  - Лилиан Гарсия
- Интервьюеры
  - Веро Родригес
  - Чуэй Мартинес

## Заметки
1. ↑  Первоначально в этом матче должен был принять участие Хоакин Уайлд из Латиноамериканского мирового порядка, однако 2 июня он получил травму во время записи шоу WWE Speed, и днем позже на NXT было объявлено, что он будет заменен на Дорадо[9]